# Protagophleps masoala
Protagophleps masoala är en fjärilsart som beskrevs av Pierre E.L. Viette 1954. Protagophleps masoala ingår i släktet Protagophleps och familjen äkta malar.
Artens utbredningsområde är Madagaskar. Inga underarter finns listade i Catalogue of Life.